# Kabinett Soares I

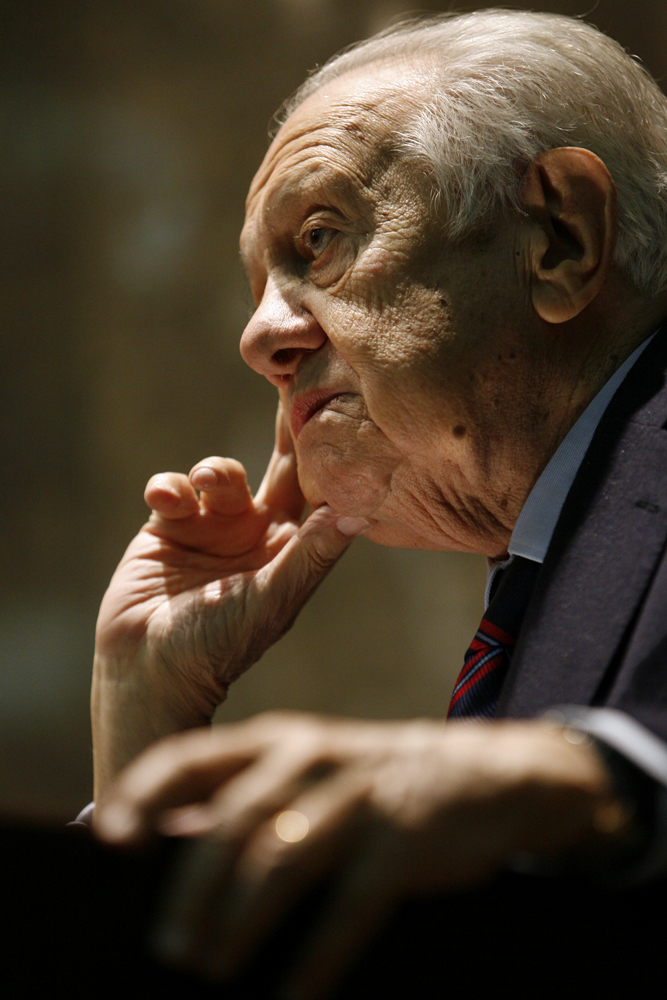
Premierminister Mário Soares

Als Kabinett Soares I wird die erste verfassungsgemäße, frei gewählte portugiesische Regierung nach der Nelkenrevolution 1974 unter Premierminister Mário Soares bezeichnet, in Portugal heißt die Regierung auch I Governo Constitucional de Portugal, zu deutsch I. verfassungsgemäße Regierung von Portugal. Die portugiesische sozialistische Partei hatte am 25. April 1976, also genau zwei Jahre nach der Revolution, mit 34,9 Prozent die ersten Parlamentswahlen in Portugal gewonnen und erhielt somit den Regierungsauftrag. Den Spitzenkandidaten der sozialistischen Partei, Mário Soares, wählten die Abgeordneten der Assembleia da República am 23. Juli zum Premierminister, seine Regierung war bis zum 23. Januar 1978 im Amt. Da die sozialistische Partei nur 107 der 250 Abgeordnete stellte, wählte Soares die Form einer Minderheitsregierung.
Unter der Regierung von Mário Soares fanden am 12. November 1976 die ersten Präsidentenwahlen in Portugal statt, dabei siegte António Ramalho Eanes, ein Offizier der Movimento das Forças Armadas (MFA). Zudem fanden auch die ersten portugiesischen Gemeindewahlen statt. Die Regierung Soares bereitete die ersten Schritte für die Aufnahme zur Europäischen Gemeinschaft vor, zudem trat Portugal am 22. September 1976 dem Europarat bei.

## Zusammensetzung
| Amt                                                     | Name                                                      | Partei |
| ------------------------------------------------------- | --------------------------------------------------------- | ------ |
| Premierminister                                         | Mário Soares                                              | PS     |
| Ministerium für auswärtige Angelegenheiten              | José Medeiros Ferreira (23. Juli 1976–12. Oktober 1977)   | k. A.  |
| Ministerium für auswärtige Angelegenheiten              | Mário Soares (12. Oktober 1977–23. Januar 1978)           | PS     |
| Assistent des Premierministers im Range eines Ministers | Henrique de Barros                                        | k.A    |
| Ministerium für Verteidigung                            | Mário Firmino Miguel                                      | k.A    |
| Ministerium für wirtschaftliche Planung und Entwicklung | António Sousa Gomes                                       | k.A    |
| Ministerium für interne Verwaltung                      | Manuel da Costa Braz                                      | k.A    |
| Ministerium für Justiz                                  | António de Almeida Santos                                 | k.A    |
| Ministerium für Finanzen                                | Henrique Medina Carreira                                  | k.A    |
| Ministerium für Landwirtschaft und Fischerei            | António Lopes Cardoso (23. Juli 1976–5. November 1976)    | k. A.  |
| Ministerium für Landwirtschaft und Fischerei            | António Barreto (5. November 1976–23. Januar 1978)        | k. A.  |
| Ministerium für Industrie und Technologie               | Walter Rosa (23. Juli 1976–7. Januar 1977)                | k. A.  |
| Ministerium für Industrie und Technologie               | António Sousa Gomes (7. Januar 1977–25. März 1977)        | k. A.  |
| Ministerium für Industrie und Technologie               | Alfredo Nobre da Costa (25. März 1977–23. Januar 1978)    | k. A.  |
| Ministerium für Handel und Tourismus                    | António Barreto (23. Juli 1976–25. März 1977)             | k. A.  |
| Ministerium für Handel und Tourismus                    | Carlos Mota Pinto (25. März 1977–23. Januar 1978)         | PSD    |
| Ministerium für Arbeit                                  | Francisco Marcelo Curto (23. Juli 1976–25. März 1977)     | k. A.  |
| Ministerium für Arbeit                                  | António Maldonado Gonelha (25. März 1977–23. Januar 1978) | k. A.  |
| Ministerium für Bildung und Forschung                   | Mário Sottomayor Cardia                                   | PS     |
| Ministerium für soziale Angelegenheiten                 | Armando Bacelar                                           | k.A    |
| Ministerium für Verkehr und Kommunikation               | Emílio Rui Vilar                                          | k.A    |
| Ministerium für Wohnen und Bauen                        | Eduardo Pereira                                           | k.A    |
| Ministerium für öffentliche Bauten                      | João Almeida Pina                                         | k.A    |